# Neuaufnahmen in das UNESCO-Kultur- und -Naturerbe 1988
Im Jahr 1988 fanden die im Folgenden aufgeführten Neuaufnahmen in das UNESCO-Kultur- und -Naturerbe statt.

## Welterbe
Auf seiner zwölften Sitzung vom 5. bis 9. Dezember 1988 in Brasilia nahm das Welterbekomitee 27 Stätten aus 15 Ländern neu in die Liste des UNESCO-Welterbes auf, davon 19 Kulturerbestätten (K), fünf Naturerbestätten (N) und drei gemischte Stätten (K/N).

### Welterbeliste
Folgende Stätten wurden neu in die Welterbeliste eingetragen:
| Vertragsstaat(en)            | Bezeichnung                                                                | Typ | Ref. | Anmerkungen |
| ---------------------------- | -------------------------------------------------------------------------- | --- | ---- | --- |
| Australien                   | Wet Tropics in Queensland (Lage)                                           | N   | 486  | |
| Frankreich                   | Strasbourg, Grande-Île (Lage)                                              | K   | 495  | 2017 erweitert zu Strasbourg, Grande-Île und Neustadt |
| Griechenland                 | Berg Athos (Lage)                                                          | K/N | 454  | |
| Griechenland                 | Meteora (Lage)                                                             | K/N | 455  | |
| Griechenland                 | Frühchristliche und byzantinische Denkmäler von Thessaloniki (Lage)        | K   | 456  | |
| Griechenland                 | Archäologische Stätte Epidauros (Lage)                                     | K   |      | trägt nun den Namen Asklepios-Heiligtum bei Epidauros |
| Griechenland                 | Mittelalterliche Stadt von Rhodos (Lage)                                   | K   | 493  | |
| Indien                       | Nationalpark Nanda Devi (Lage)                                             | N   | 335  | 2005 erweitert zu Nationalparks Nanda Devi und „Tal der Blumen“ |
| Kuba                         | Trinidad und Valle de los Ingenios (Lage)                                  | K   | 460  | Altstadt von Trinidad und die Zuckerfabriken im 12 km nordöstlich der Stadt gelegenen Valle de los Ingenios |
| Mali                         | Alte Städte von Djenné (Lage)                                              | K   | 116  | islamische Stadt von Djenné (mit Großer Moschee) und vorislamische Städte Djenne-Djeno, Hambarketolo, Kaniana, Tonomba |
| Mali                         | Timbuktu (Lage)                                                            | K   | 119  | |
| Mexiko                       | Historisches Zentrum von Guanajuato und umliegende Bergwerksanlagen (Lage) | K   | 482  | |
| Mexiko                       | Präkolumbianische Stadt Chichen-Itza (Lage)                                | K   | 483  | |
| Oman                         | Archäologische Stätten von Bat, Al-Khutm und Al-Ayn (Lage)                 | K   | 434  | Festung Bat mit bronzezeitlicher Siedlung al-Chutm und Totenstadt al-Ain |
| Peru                         | Klosterensemble von San Francisco de Lima (Lage)                           | K   | 500  | 1991 erweitert zum Historischen Zentrum von Lima |
| Spanien                      | Altstadt von Salamanca (Lage)                                              | K   | 381  | Altstadt von Salamanca |
| Sri Lanka                    | Naturschutzgebiet Sinharaja Forest (Lage)                                  | N   | 405  | |
| Sri Lanka                    | Heilige Stadt Kandy (Lage)                                                 | K   | 450  | |
| Sri Lanka                    | Altstadt von Gallé und ihre Festungswerke (Lage)                           | K   | 451  | Altstadt und Festung der Stadt Gallé |
| Tunesien                     | Medina von Sousse (Lage)                                                   | K   | 498  | Medina von Sousse |
| Tunesien                     | Kairouan (Lage)                                                            | K   | 499  | |
| Türkei                       | Xanthos-Letoon (Lage)                                                      | K   | 484  | antike Stadt Xanthos mit Heiligtum Letoon |
| Türkei                       | Hierapolis-Pamukkale (Lage)                                                | K/N | 485  | antike griechische Stadt Hierapolis mit Thermalquellen von Pamukkale |
| Vereinigtes Königreich       | Henderson-Insel (Lage)                                                     | N   | 487  | |
| Vereinigtes Königreich       | Tower von London (Lage)                                                    | K   | 488  | |
| Vereinigtes Königreich       | Kathedrale, Abtei St. Augustin und St. Martins-Kirche in Canterbury (Lage) | K   | 496  | Die St. Martin’s Church ist die älteste Kirche in England. Die Kirche und die Abtei St. Augustinus wurden in den frühen Phasen der Einführung des Christentums zu den Angelsachsen gegründet. Die Kathedrale von Canterbury weist romanische und gotische Architektur auf und ist der Sitz von der Church of England. |
| Zentralafrikanische Republik | Nationalpark Manovo-Gounda St. Floris (Lage)                               | N   | 475  | |

Ungarn hatte bereits vor der Sitzung die Nominierung des Nationalparks Hortobágy zurückgezogen.
Folgende Kandidaturen wurden bis auf Weiteres verschoben, da einige Bedingungen für die Eintragung als Welterbe noch nicht erfüllt waren:
- Male Hukuru Miskiy (Malediven)
- Utheemu Gaduvaru (Malediven)
- Eid Miskiy (Malediven)
- Fenfushi Hukuru Miskiy (Malediven)
- Vadhoo Hukuru Miskiy (Malediven)
- New Lanark (Vereinigtes Königreich)
- Taos Pueblo (Vereinigte Staaten)
- Spanish Town (Jamaika)

Folgende Nominierungen wurden abgelehnt:
- Port Royal (Jamaika)
- Seville Heritage Park (Jamaika)

### Rote Liste
In die Liste des gefährdeten Welterbes („Rote Liste“) aufgenommen wurde die Festung von Bahla in Oman. Das Komitee entschied außerdem, den Nationalpark Djoudj im Senegal von der Roten Liste zu streichen. Die Entscheidung über die Aufnahme des Salzbergwerks Wieliczka in Polen wurde auf die nächste Sitzung verschoben.